# Aljaksandr Ussau

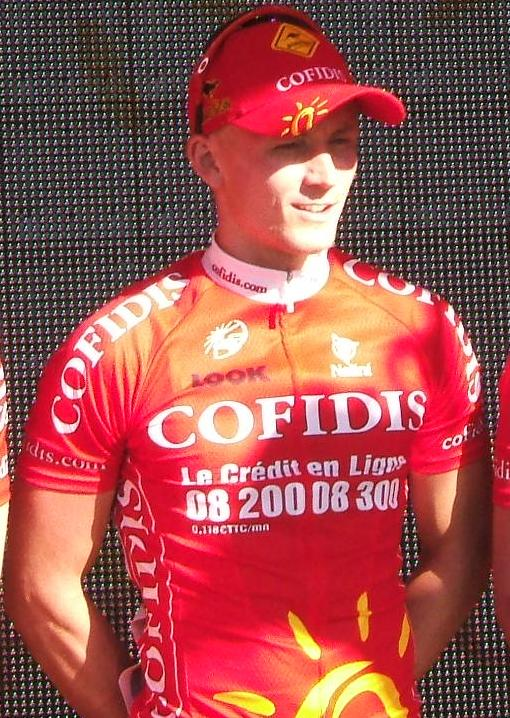
Aljaksandr Ussau bei der Tour Down Under 2009

Aljaksandr Ussau (belarussisch Аляксандр Усаў; in Ergebnislisten oft nach der frz. Transkription Alexandre Usov; * 27. August 1977 in Minsk) ist ein ehemaliger belarussischer Radrennfahrer.
Aljaksandr Ussau gewann 1999 mit einer Etappe bei Ruban Granitier Breton seinen ersten internationalen Wettbewerb. Zur Saison 2000 schloss er sich dem Schweizer Radsportteam Phonak Hearing Systems an, nachdem er im Vorjahr beim Post Swiss Team als Stagiaire gefahren war. Seinen ersten Erfolg für diese Mannschaft sicherte er sich bei der Tour de l’Avenir 2000. Dort konnte er auch im folgenden beiden Jahren je eine Etappe gewinnen. 2002 wurde außerdem Straßenmeister seines Landes und gewann eine Etappe der Tour du Poitou-Charentes. In der Saison 2003 gewann er u. a. die Trofeo Soller und die Trofeo Cala Millor. In seinem letzten Jahr bei Phonak konnte er noch mal ein Teilstück der Valencia-Rundfahrt gewinnen. 2005 feierte er Etappensiege bei der Vuelta a Castilla y León und der Hessen-Rundfahrt. Außerdem wurde er bei dem ProTour-Eintagesrennen Grand Prix Ouest France Zweiter hinter George Hincapie.

## Erfolge
1999
- eine Etappe Ruban Granitier Breton

2000
- eine Etappe Tour de l’Avenir

2001
- zwei Etappen Niedersachsen-Rundfahrt
- eine Etappe Tour de l’Avenir

2002
- Belarussischer Meister – Straßenrennen
- eine Etappe Tour du Poitou-Charentes
- eine Etappe Tour de l’Avenir

2003
- Trofeo Soller
- Trofeo Cala Millor
- Clásica Alcobendas

2004
- Valencia-Rundfahrt
- Nordwestschweizer Rundfahrt

2005
- eine Etappe Circuit des Ardennes
- eine Etappe Vuelta a Castilla y León
- eine Etappe Boucles de la Mayenne
- eine Etappe Hessen-Rundfahrt

2007
- eine Etappe Tour du Limousin

2008
- eine Etappe Tour de Langkawi

## Teams
- 2000–2004 Phonak Hearing Systems
- 2005–2007 Ag2r Prévoyance
- 2008 Ag2r La Mondiale
- 2009 Cofidis
- 2010 ISD Continental Team